# NGC 4492
NGC 4492 este o galaxie spirală situată în constelația Fecioara. A fost descoperită în 28 decembrie 1785 de către William Herschel. Se află la o distanță de 16,5 megaparseci de Pământ.